# Instituto Geográfico e Cartográfico de São Paulo
O Instituto Geográfico e Cartográfico do Estado de São Paulo é um órgão da administração pública estadual. Criado em 1979 tem como objetivo promover o conhecimento do território paulista através da produção cartográfica de detalhe e precisão, e dos estudos geográficos relacionados à Divisão Administrativa e Territorial do estado de São Paulo, sendo tais atribuições executadas desde 1886 por instituições predecessoras.

## História
Sobre seu instituto de origem se deu diretamente pelo Instituto Geográfico e Geológico - IGG este criado em 1938, como sendo o instituto estadual paulista responsável pelo mapeamento básico e estudos sobre território, hidrografia e geologia do Estado de São Paulo atribuições que antes foram da Comissão Geográfica e Geológica - CGG (1886-1931). Instituído durante o governo do interventor federal na então província paulista o sr. Ademar de Barros o instituto promoveu serviços nas áreas de: geodésia, topografia, climatologia, hidrografia, geologia e análises químicas de solos. Teve como principal diretor o engenheiro politécnico Valdemar Lefèvre (1903-1975†) e inúmeros membros técnicos e acadêmicos tais como: o geólogo Sergio Mezzalira, Otto Bendix (cartógrafo), Euclydes Cavallari, Maria Alice dos Reis Araújo, José Bueno Conti, Zilda de Almeida Sampaio Perroni, Rosa Ester Rossini, entre outros. Atuou até meados de 1974 sendo desmembrado pelo decreto número 6822 de 1975, criado pelo governador paulista Paulo Egydio Martins, no Instituto Geológico - IG e separando uma das divisões do IGG (divisão de geografia) que ficou ligada a Secretaria de Planejamento que posteriormente em 1979 deu origem ao Instituto Geográfico e Cartográfico.

### Descrição Institucional
Tendo como missão do Instituto Geográfico e Cartográfico promover o conhecimento do território paulista por meio da produção cartográfica de detalhe e precisão, dos estudos geográficos relacionados à divisão administrativa e territorial do Estado de São Paulo e manter em caráter permanente a Memória Geográfica do Estado de São Paulo, registrada em mapas, cartas, cadernetas de campo, aerofotos oblíquas e verticais e fotografia de registro de trabalho. No final da década de 70, este instituto iniciava de forma pioneira a produção de folhas topográficas na escala 1:10.000, material de referência que foi produzido até 2008 recobrindo mais de metade do estado de São Paulo.
Atualmente o Instituto Geográfico e Cartográfico segundo o decreto nº 64.998, de 29 de maio de 2020 esta vinculado à Secretaria de Orçamento e Gestão do Estado de São Paulo.